# Estádio Plácido Aderaldo Castelo
Das Estádio Plácido Aderaldo Castelo, kurz Castelão oder auch Gigante da Boa Vista genannt, ist ein Fußballstadion in der brasilianischen Stadt Fortaleza, Hauptstadt des Bundesstaates Ceará. Es ist nach dem Umbau in den 2010er Jahren mit einer Kapazität von 63.903 Zuschauern das größte und auch modernste Fußballstadion des Bundesstaates. Es ist benannt nach dem Gouverneur, der den Anstoß zum Bau gab.

## Geschichte
Das Castelão ist die Spielstätte der Klubs Fortaleza EC, Ceará SC und  dem national unbedeutenden Ferroviário AC. Die  brasilianische Nationalmannschaft hat zwischen 1980 und 2002 sieben Länderspiele im Castelão ausgetragen. Der staatseigene Bau wurde am 11. November 1973 eröffnet. Zur Einweihung trafen vor 70.000 Zuschauern Ceará SC und Fortaleza EC zum Derby, dem Classico Rei (deutsch Königsklassiker) wie die Spiele der beiden Stadtrivalen vor Ort genannt werden. Das Spiel endete 0:0. Das erste Tor musste daher noch eine Woche warten bis am 18. November Erandy zum 1:0-Endstand im Spiel von Ceará gegen EC Vitória traf. Der Besucherrekord datiert vom 27. August 1980 als 118.496 Zuseher einem 1:0-Erfolg der brasilianischen Nationalmannschaft gegen Uruguay beiwohnten. Dies war das erste Länderspiel Brasiliens im Castelão.
Die Spielstätte wird auch gelegentlich für kulturelle Veranstaltungen verwendet. Unter anderem hatte Papst Johannes Paul II. hier 1980 einen „Auftritt“ vor 120.000 Gläubigen und Besuchern.

## Umbau WM 2014
Das fast runde klassische Stadion fand, wie bereits beim FIFA-Konföderationen-Pokal 2013, auch bei der Fußball-Weltmeisterschaft 2014 Verwendung. Zuvor war allerdings ein kompletter Umbau notwendig, welcher auch die Kapazität auf 63.903 Sitzplätze erhöht. Die Fußballarena erhielt 2013 unter anderem ein neues Dach, einen V.I.P.-Logenbereich inklusive Bewirtung und ein neues Spielfeld. Zu der komplett geänderten Verkehrsanbindung gehört auch eine unterirdische Tiefgarage mit 4.200 Stellplätzen. Insgesamt wurden rund 192 Millionen Euro in die neue Spielstätte investiert. Am 16. Dezember 2012 wurde das Stadion in Anwesenheit von Brasiliens Präsidentin Dilma Rousseff sowie Sportminister Aldo Rebelo und Cearás Gouverneur Cid Gomes eingeweiht. Rousseff führte symbolisch den ersten Anstoß im Stadion aus. Erste Spiele waren für Ende Januar 2013 angesetzt, dort fand der Copa do Nordeste, ein regionales Fußballturnier, statt.

## Konföderationen-Pokal 2013
| Datum         | Runde      | Heim      | Gast    | Ergebnis             |
| ------------- | ---------- | --------- | ------- | -------------------- |
| 19. Juni 2013 | Vorrunde   | Brasilien | Mexiko  | 2:0 (1:0)            |
| 23. Juni 2013 | Vorrunde   | Nigeria   | Spanien | 0:3 (0:1)            |
| 27. Juni 2013 | Halbfinale | Spanien   | Italien | 0:0 n. V., 7:6 i. E. |

## Spiele der Fußball-Weltmeisterschaft 2014
Während der Weltmeisterschaft fanden folgende Spiele im Stadion statt:
|                                                                   |   |                |           |
| Sa., 14. Juni 2014 um 16:00 Uhr (21:00 Uhr MESZ) – Gruppe D       |   |                |           |
| Uruguay                                                           | – | Costa Rica     | 1:3 (1:0) |
| Di., 17. Juni 2014 um 16:00 Uhr (21:00 Uhr MESZ) – Gruppe A       |   |                |           |
| Brasilien                                                         | – | Mexiko         | 0:0       |
| Sa., 21. Juni 2014 um 16:00 Uhr (21:00 Uhr MESZ) – Gruppe G       |   |                |           |
| Deutschland                                                       | – | Ghana          | 2:2 (0:0) |
| Di., 24. Juni 2014 um 17:00 Uhr (22:00 Uhr MESZ) – Gruppe C       |   |                |           |
| Griechenland                                                      | – | Elfenbeinküste | 2:1 (1:0) |
| So., 29. Juni 2014 um 13:00 Uhr (18:00 Uhr MESZ) – Achtelfinale 3 |   |                |           |
| Niederlande                                                       | – | Mexiko         | 2:1 (0:0) |
| Fr., 4. Juli 2014 um 17:00 Uhr (22:00 Uhr MESZ) – Viertelfinale 1 |   |                |           |
| Brasilien                                                         | – | Kolumbien      | 2:1 (1:0) |

## Galerie

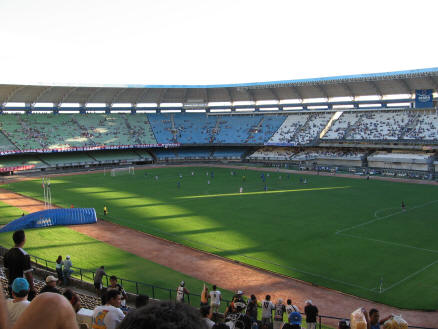
Das Castelão (2005)
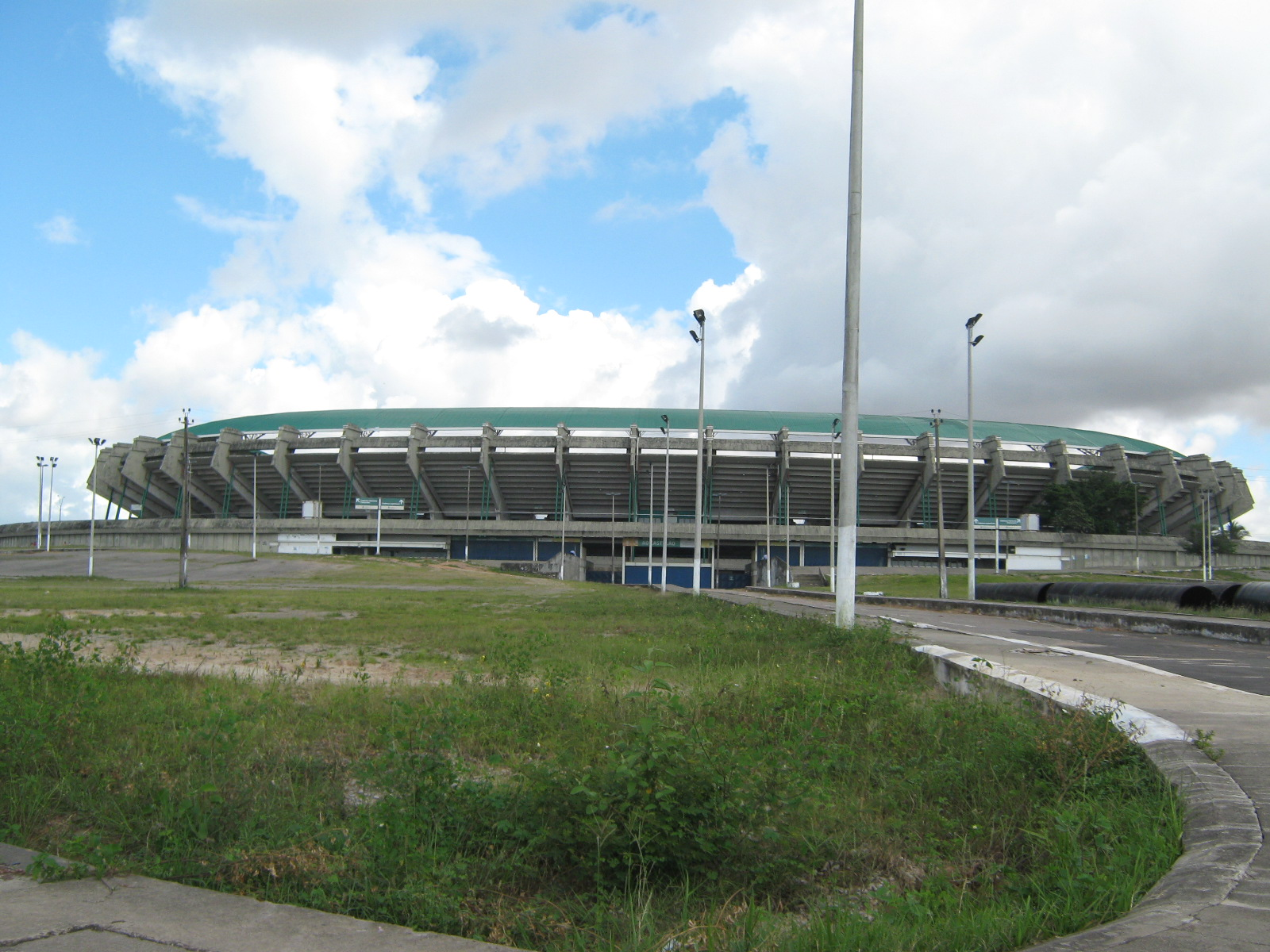
Das Estádio Plácido Aderaldo Castelo vor dem Umbau
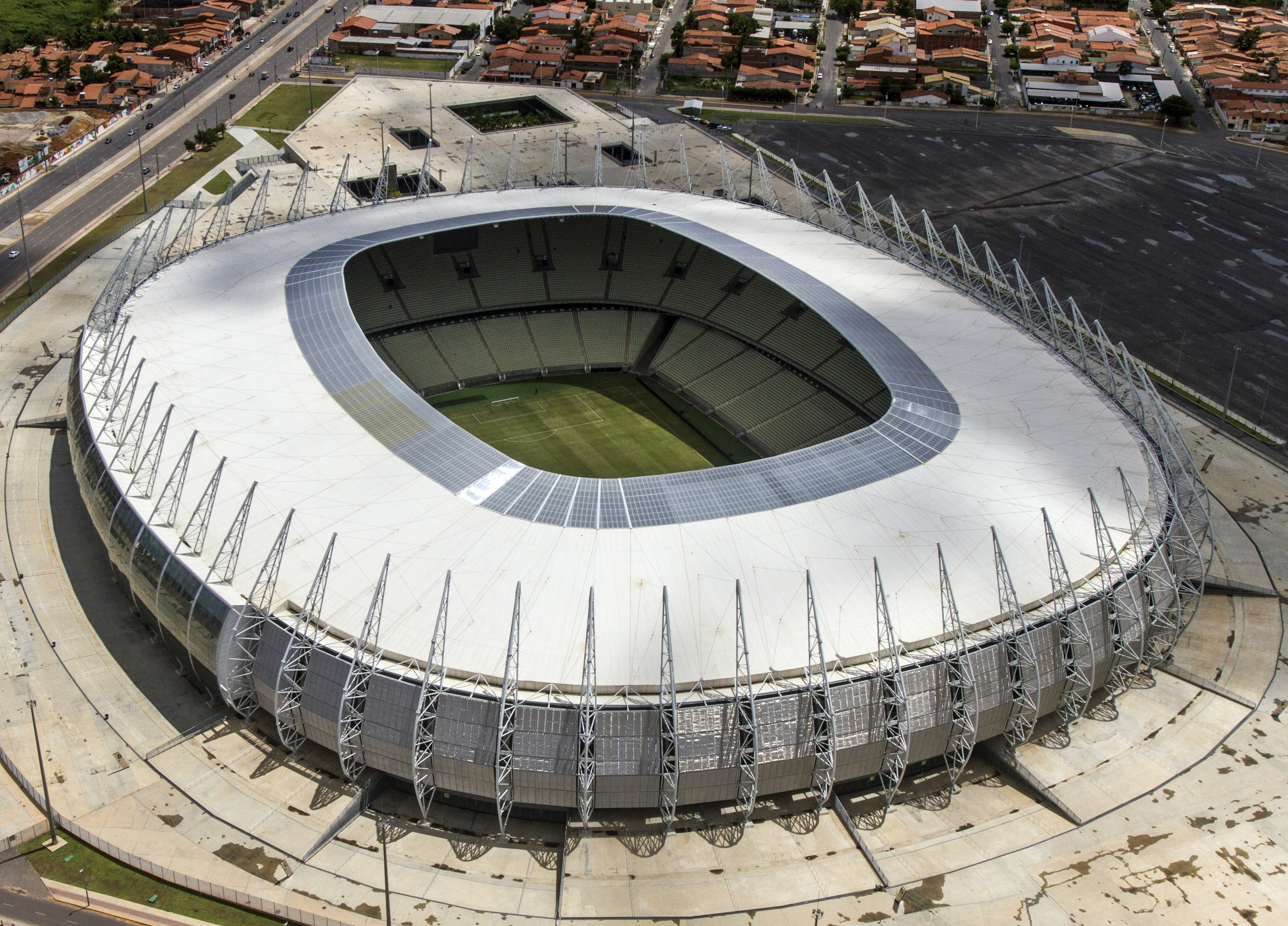
Das Stadion im März 2014, nach dem Umbau